# Oxytrichida
Ordre
Les Oxytrichida sont un ordre de Ciliés de la classe des Hypotrichea.

## Répartition
Les espèces composant cet ordre ont une répartition cosmopolite.

## Liste des familles
Selon GBIF (19 janvier 2023) :
- Neokeronopsidae Foissner & Stoeck, 2008
- Onychodromusidae
- Ophryoscolcidae
- Oxytrichidae Ehrenberg, 1838
- Peritromidae Stein, 1863

## Systématique
Le nom valide de ce taxon est Oxytrichida Jankowski, 1979.